# High Window
High Window är ett bergspass i Antarktis. Det ligger i Sydshetlandsöarna. Argentina, Chile och Storbritannien gör anspråk på området.
Terrängen runt High Window är kuperad västerut, men norrut är den platt. Havet är nära High Window söderut.  Trakten är glest befolkad. Närmaste befolkade plats är Gabriel de Castilla Spanish Antarctic Station, 7,1 kilometer väster om High Window. 